# SK LSPA Riga
SK LSPA Riga je hokejový klub z Rigy, který hraje Lotyšskou hokejovou ligu. Klub byl založen roku 2004. Jejich domovským stadionem je Rigas Sporta pils s kapacitou 5000 lidí.